# SOLO-TREC
SOLO-TREC — автономный подводный аппарат .
Построен в США. Предназначен для исследования вод мирового океана. Интересной особенностью данного аппарата является полностью автономная энергетическая установка (разработана в лаборатории реактивного движения (JPL)) которая питает научные приборы. Отличается малыми массо-габаритными характеристиками . При этом, по функциональности соответствует подводным аппаратам более старшего класса.
Энергию робот извлекает из разности температуры поверхностных и глубинных вод по мере того, как выполняет регулярные погружения на глубину 500 метров. Специально подобранный материал (восковой состав) который содержится в 10 внешних трубах, закреплённых на корпусе, с изменением фазы (PCM) плавится и расширяется примерно на 13 %, когда нагревается выше 10 градусов Цельсия и, соответственно, твердеет и сжимается, когда охлаждается ниже этой отметки.
Эти пульсации создают давление в масляной системе, — масло приводит в движение гидромотор, который соединён с электрическим генератором, питающим батареи.
На воду он был спущен 30 ноября 2009-го, а в марте 2010 года успешно завершил трёхмесячный тест близ Гавайев, совершив в ходе миссии более 300 погружений.
Подводный робот SOLO-TREC весит 84 килограмма.

## См также
- TALISMAN